# اگیلکور
اگیلکور (به فرانسوی: Aguilcourt) یک کمون در فرانسه است که در پیکاردی واقع شده‌است.

## خصوصیات
اگیلکور ۱۰٫۵۷ کیلومترمربع مساحت و ۳۴۹ نفر جمعیت دارد و ۳۵ متر بالاتر از سطح دریا واقع شده‌است.